# Războiul Ruso-Turc (1828–1829)
Războiul ruso-turc din 1828 – 1829 a fost un conflict militar dintre Imperiul Rus și Imperiul Otoman izbucnit ca urmare a suspendării Convenției de la Akkerman și închiderea strâmtorilor Bosfor și Dardanele de către Poarta Otomană după distrugerea flotei sale în Bătălia de la Navarino.  

## Părțile implicate în conflict
| Părțile beligerante | Populația (în 1828) | Efective mobilizate | Morți în acțiune | Morți în urma rănilor | Răniți în luptă | Morți de boală |
| ------------------- | ------------------- | ------------------- | ---------------- | --------------------- | --------------- | -------------- |
| Imperiul Rus        | 55.883.800          | 200.000             | 10.000           | 5.000                 | 10.000          | 110.000        |
| Imperiul Otoman     | 26.000.000          | 280.000             | 15.000           | 5.000                 | 15.000          | 60.000         |
| Total               | 81.883.800          | 480.000             | 25.000           | 10.000                | 25.000          | 170.000        |

## Contextul general
Grecii din Peloponez s-au răsculat împotriva dominației otomane în primăvara anului 1821, fiind sprijiniți cel puțin la nivel diplomatic de Franța și Regatul Unit. Țarul Alexandru I a adoptat o politică de neutralitate. Această poziție intra în contradicție cu opțiunile Regatului Unit, cu care Imperiul Rus semnase documentul final al Congresului de la Aix-la-Chapelle din 1818, dar corespundea cu principiile Sfintei Alianțe. 
După venirea pe tronul Rusiei a noului împărat Nicolae I, poziția guvernului de la Sankt Petersburg față de problema Greciei a început să se schimbe. În aceste condiții, puterile aliate au început să concureze pentru câștigarea unei poziții cât mai bune în lupta pentru împărțirea Imperiului Otoman. Pe de altă parte, Poarta Otomană s-a declarat liberă de orice obligație asumată față de Rusia, iar supușii ruși au fost expulzați din imperiu. Sultanul a invitat Persia să se alăture luptei împotriva Rusiei și a interzis accesul vaselor rusești prin strâmtorile Bosfor și Dardanele. 
Sultanul Mahmud al II-lea a încercat să dea conflictului un caracter religios și a proclamat jihadul. El și-a mutat reședința la Adrianopol, a preluat personal conducerea trupelor chemate să apere islamul și a ordonat întărirea fortificațiilor de pe frontiera nordică a Dunării. Asemenea mișcări au fost considerate un motiv suficient de către împăratul Nicolae I pentru declararea războiului. Pe 14/26 aprilie 1828, trupele ruse staționate în Basarabia au primit ordinul să atace posesiunile otomane de la sud de Dunăre. 

## Acțiunile armate în 1828

### Balcani
Imperiul Rus a mobilizat 95.000 de oameni pe frontul din Balcani sub comanda lui Peter Wittgenstein și 25.000 de soldați în Caucaz sub comanda lui Ivan Paskevici. 
Otomanii dispuneau de aproximativ 200.000 de oameni – 150.000 pe frontal din Balcani și 50.000 în Caucaz. Apărarea Bosforului era asigurată de 10 corăbii. Armata de la Dunăre avea ca obiectiv principal apărarea Moldovei, Munteniei, Dobrogei și  a fortificațiilor de la Șumen și Varna. 
Baza de acțiune a armatelor lui Wittgenstein era Basarabia. În această regiune, puternic lovită de seceta din 1827, Wittgenstein a trebuit nu numai să restabilească ordinea, dar și să asigure apărarea teritoriului împotriva unei eventuale intervenții militare a Austriei și să declanșeze acțiuni militare împotriva armatelor otomane de la Dunăre și mai departe, spre Constantinopol/ 
Pe 25 aprilie, avangarda rusă a traversat Prutul sub comanda generalului Friedrich Caspar von Geismar. Pe 1 mai, rușii au asediat Brăila (la acea vreme, raia otomană). Un alt corp de infanterie a traversat Dunărea în regiunea Ismail – Reni. Aceasta nu a fost o decizie bună, deoarece terenul inundat a încetinit aproximativ o lună înaintarea trupelor ruse, ceea ce a permis turcilor să trimită în zonă 10.000 de oameni pentru întărirea pozițiilor de pe malul drept al fluviului. 
În prezența împăratului însuși, grosul trupelor ruse au forțat cursul Dunării. În ciuda focului puternic de artilerie și infanterie, tranșeele avansate turcilor au fost cucerite. Rușii au cucerit în zilele care au urmat Isaccea, Măcin, Hârșova și Tulcea.
Comandantul forțelor ruse de asediu de la Brăila, marele duce Mihail Pavlovici,  a încercat să cucerească rapid fortificațiile otomane, dar asaltul de pe 3 iunie  a fost respins. După ce Măcinul a fost cucerit de ruși și Brăila izolată complet de restul forțelor turcești, comandantul garnizoanei otomane a acceptat să capituleze pe 7 iunie. 
Pe mare, rușii au trimis o expediție la Anapa. În regiunea Dunării, atacul forțelor ruse a bătut pasul pe loc, iar împăratul a fost nevoit să trimită în zonă și unitățile mobilizate din Rusia Mică, ceea ce a crescut efectivele imperiale din zonă la aproximativ 60.000 de oameni. Alți 25.000 ai regimentelor de gardă au fost mobilizați, pentru a fi gata să fie trimiși pe teatrul de luptă. 
După cucerirea Brăilei, forțele ruse au primit noi sarcini. Două brigăzi de infanterie și una de cavalerie au asediat Silistra, iar șase regimente de infanterie și patru de cavalerie au preluat apărarea Munteniei. Chiar înainte de căderea Brăilei, un corp de armată rus a asediat Bazargicul, unde existau informații cu privire la concentrarea unei importante forțe otomane. 
Bazargicul a fost ocupat după un asediu care a ținut doar două zile (24-26 iunie). După această reușită, atacul rus a continuat pe două direcții: spre Kosludji și spre Varna. Împotriva forțelor otomane de la Varna au fost trimise și efectivele ruse de la Tulcea. Forțele reunite ruse de la Varna numărau aproximativ 40.000 de soldați. Asediatorii Varnei nu au avut pentru început sprijinul flotei ruse, blocate la Anapa. 
Cum atacul pe mai multe fronturi nu părea să dea rezultatele dorite, Wittgenstein a hotărât să-și concentreze eforturile la Șumla, limitând prezența la Varna la efectivele unei unități de observație. 
Pe 8 iulie, forțele principale ruse au început atacul împotriva fortificațiilor otomane de la Șumla, principalul obiectiv de la începutul luptelor fiind întreruperea comunicațiilor cu Varna. Forțele ruse care încercau să asedieze Șumla au fost prinse la rândul lor între atacurile garnizoanei otomane și cele ale cavaleriei turce, care acționa în spatele și flancurile rușilor, îngreunând sosirea întăririlor și aprovizionarea cu alimente, furaje și muniție. Dat fiind faptul că grupul de observație lăsat la Varna nu a rezistat atacurilor puternicei garnizoane otomane, s-a hotărât retragerea acestor forțe ruse pe poziții mai sigure.  
La mijlocul lunii iulie, flota rusă a fost transferată de la Anapa la Kovarna, unde a debarcat infanteria, care s-au îndreptat spre Varna. Efectivele din fața Varnei au fost întărite la inițiativa principelui Alexandru Menșikov pe 22 iulie cu grupul lui Ușakov. Asediul orașului Varna a început pe 6 august. Unitățile rușilor care asediau Silistra nu au întreprins nicio acțiune importantă datorită efectivelor reduse și lipsei artileriei de asediu. Atacurile rușilor asupra Șumla din 14 și 25 august au fost respinse. Wittgenstein, care se confrunta cu mari dificultăți pe teren, a cerut să se retragă la Eni Bazar, dar împăratul Nicolae I, prezent pe front, a refuzat să accepte această mișcare. 
Pe ansamblu, situația de pe frontul european în august era defavorabilă rușilor: asediul Varnei bătea pasul pe loc, trupe care asediau Șumla erau bântuite de boală, iar atacurile unităților mobile turce asupra spatelui frontului rus se înmulțiseră.  
După sosirea forțelor proaspete la Șumla, turcii au trecut la ofensivă. Dacă generalul Alexander von Benckendorf a reușit să-și apere cu succes pozițiile, generalu l Loggin Osipovici Roth a avut nevoie de întăriri pentru a rezista pe poziții la Silistra. Generalul Kornilov, care avea sarcina să oprească eventualele atacuri a turcilor din Rusciuc, dar cei doar 6.000 de soldați plasați între Calafat și Craiova nu ar fi avut cum să-i împiedice pe turci să înainteze până în nord-vestul Valahiei. 
Turcii au concentrat în zona Vidin – Calafat peste 25.000 de soldați și au întărit garnizoanele de la Rahova și  Nikopol. Turcii aveau o superioritate numerică importantă dar, spre norocul rușilor, nu s-au folosit de aceasta. La mijlocul lunii august, rușii au deplasat spre cursul Dunării de mijloc corpul cavaleriei de gardă, urmată de un regiment de infanterie. Rușii au făcut un transfer de trupe: infanteriștii nou veniți au înlocuit militarii staționați la Silistra, care au fost la rândul lor trimiși la Șumla. Cavaleriștii de gardă s-au deplasat la Varna. 
Între timp, la jumătatea lui august, rușii au trimis în regiunea Dunării de jos Regimentul  de Gardă, și la scurtă vreme Regimentul al 2-lea de infanterie. Infanteriștii urmau să înlocuiască unitățile de la Silistra, care în schimb trebuiau să se retragă spre Șumla. Regimentul de Gardă au continuat marșul spre Varna. Din partea turcilor, spre Varna a fost trimis un corp de 30.000 de oameni. Au urmat atacuri din partea ambelor tabere, iar pe 29 septembrie Varna a fost cucerită de turci. Soldații otomani s-au retras îndeaproape urmăriți de ruși spre Aitos, unde se afla de ceva vreme grosul trupelor turcești. 
Asediul Șumlei de către generalul Wittgenstein a continuat fără rezultate notabile. Wittgenstein și-a reîntregit efectivele subțiate, după ce trimisese soldați în principal la Varna dar nu numai, odată cu revenirea Corpurilor 2 și 6 în jurul datei de 20 septembrie. În ciuda creșterii numerice a forțelor ruse, fortificațiile nu au putut fi luate cu asalt datorită lipsei artileriei de asediu.
Amenințările turcilor asupra Olteniei au continuat până când rușii au reușit să înfrângă corpul expediționar otoman într-o luptă din apropierea Băileștilor. După cucerirea Varnei, Silistra a devenit principalul obiectiv al rușilor. Regimentul de gardă a fost trimis înapoi în țară, iar trupele care asediau Șumla s-au retras și au început organizarea pentru iernare în zona pe care o controlau. Rușii nu au luat cu asalt Silistra, ci s-au limitat să efectueze două zile de bombardamente asupra fortificațiilor, datorită crizei de muniție și lipsei artileriei grele de asediu. 
După retragerea trupelor ruse de la Șumla, comandantul turc a încercat să recucerească Varna, dar încercarea sa a fost respinsă și otomanii s-au reîntors la începutul lui noiembrie pe pozițiile inițiale. În ianuarie 1829 au avut loc mai multe acțiuni ofensive ale turcilor la Kozlodui și Bazardgic, dar neîncununate de succes. Acestea au fost ultimele acțiuni importante din acea iarnă, care s-a scurs în continuare într-un calm relativ.

### Caucaz
În Caucaz, rușii au lansat cu o oarecare întârziere un atac care amenința posesiunile otomane în Asia. 
Acțiunile rușilor în Asia au încununate cu succese în 1828. Pe 23 iunie a fost cucerit Karsul. După o perioadă de suspendare a acțiunilor militare datorită epidemiei de pestă,  rușii au cucerit pe 23 iulie fortăreața Akhalkalaki și pe 16 august Akhaltsikhe. Fortificațiile de la Ardahan au fost cucerite fără ca apărătorii să opună o rezistență notabilă. Un atac unui grup separat al forțelor ruse a dus la cucerirea orașelor Poti și Doğubeyazıt. 

## Acțiunile armate în 1829
Ambele tabere s-au pregătit intens în timpul iernii pentru reluarea operațiunilor militare. spre sfârșitul lunii aprilie 1829, otomanii au mobilizat pe frontul din Europa aproximativ 150.000 de soldați și, în plus, puteau conta și pe sprijinul a 40.000 de membrii ai forțelor paramilitare albaneze mobilizate de Mustafa Pașa. Partea rusă avea la dispoziție doar 100.000 de soldați. Pe frontul asiatic, turcii mobilizaseră 100.000 de soldați, un număr mult superior celor doar 20.000 de ruși din regiune. Rușii se bucurau doar de superioritate navală – pe Marea Neagră cu cele aproximativ 60 de corăbii și în Marea Egee cu cele 35 de vase militare. 

### Balcani
Pe frontul European, Wittgenstein a fost înlocuit cu mai tânărul și energicul conte Hans Karl von Diebitsch. Acesta din urmă a conceput planuri pentru traversarea Munților Balcani și a cerut sprijinul amiralului Alexei Greig pentru cucerirea unui port la Marea Neagră, prin care să se asigure aprovizionarea corespunzătoare a forțelor terestre. Amiralul a ales portul Sozopol care a fost cucerit și ocupat de o garnizoană de 3.000 de ruși. Încercările turcilor de recucerire a orașului au fost respinse de ruși în martie, otomanii limitându-se să blocheze toate căile terestre de acces. Flota otomană a părăsit Bosforul la începutul lunii mai, ceea ce a obligat corăbiile rușilor să navigheze în cea mai mare parte a timpului în apropierea coastei. În aceste condiții rușii au pierdut  fregata „Rafail”, iar bricul „Mercury” a reușit, după o urmărire strânsă, să se refugieze în ape sigure. 
Flota rusă a trecut la acțiuni ofensive doar la sfârșitul lunii mai, când o escadră sub comanda lui Greig a organizat blocada navală a Strâmtorilor, împiedicând aprovizionarea Constantinopolului pe mare. Pe frontul din Bulgaria, baronul Diebitsch a ajuns la concluzia că, pentru apărarea spatelui frontului rus, este necesară mai înainte de orice cucerirea Silistrei, dar vremea capricioasă a împiedicat orice acțiune ofensivă până la sfârșitul lunii aprilie. Asediul Silistrei a început pe 7 mai, iar pe 9 mai au fost transferate pe malul stâng al Dunării trupe suplimentare,  ceea a făcut ca efectivele rușilor din fața orașului să ajungă la 30.000 de oameni. 
Cam în aceeași perioadă, vizirul Reșid Pașa a declanșat acțiunile ofensive pentru recucerirea Varnei. După o serie de confruntări violente cu rușii, turcii au fost nevoiți în cele din urmă să se retragă la Șumla. Reșid Pașa a mai încercat un nou atac asupra Varnei la mijlocul lunii mai. De această dată, Diebitsch a preluat personal comanda unei părți a trupelor ruse de la Silistra și a pornit în urmărirea forțelor otomane conduse de Reșid Pașa. Reșid Pașa a fost definitiv învins pe 30 mai într-o bătălie în dreptul satului Kulevici. 
Deși după această victorie ar fi fost posibilă declanșarea atacului asupra Șumlei, rușii au preferat doar să blocheze căile de acces către oraș și să păstreze inamicul sub observație. Între timp s-a încheiat asediul Silistrei, a cărei fortăreață a fost cucerită pe 18 iunie. Doar acum a fost o parte a armatei ruse (Corpul 6) a fost trimisă spre Șumla, în vreme ce restul a fost retras în secret spre Devnea și  Provadia, în vederea unei viitoare campanii în sudul Balcanilor. 
Pentru apărarea Șumlei, otomanii au mobilizat toate forțele disponibile – inclusiv cele care apărau trecătorile Balcanilor sau cele din garnizoanele de la Marea Neagră. Trupele ruse au traversat în această perioadă râul Kamcia și, după o serie de lupte în regiune, au traversat Balcanii și au atacat fortărețele din regiune și importantul oraș-port Burgas. 
Aceste succese au fost umbrite însă de răspândirea unor boli în rândul militarilor ruși. Când otomanii au înțeles în sfârșit care era planul strategic al rușilor și au trimis împotriva lor grupările lui Abdurahman și Iusuf era deja prea târziu – înaintarea armatei țariste nu mai putea fi oprită. Rușii au cucerit orașele Aitos pe 13 iulie, Karnobat în ziua următoare iar, pe 31 iulie, Diebitsch asediat fortăreața orașului  Sliven cu 20.000 de oameni, întrerupând comunicațiile dintre Șumla și Adrianopol. 
Deși turcii erau atacați de cel mult 25.000 de soldați ruși, populația locală era ostilă iar trupele demoralizate. Sultanul a hotărât să-și retragă forțele spre Adrianopol și să a luat în considerație începerea tratativelor de pace. 
Armata rusă a înaintat rapid și, pe 7 august, au ajuns în fața orașului  Adrianopol. Comandantul garnizoanei otomane a fost atât de surprins, încât a acceptat imediat să capituleze. A doua zi, primele formațiuni militare ruse au intrat în oraș, unde au capturat o cantitate mare de arme, muniții și diferite provizii. 
Pierderea orașelor Adrianopol și Erzurum, blocada strâmtorilor și frământările interne din Turcia au zdruncinat definitiv încrederea sultanului în victorie. Hans Karl von Diebitsch a început negocierile de pace în numele împăratului Imperiului Rus. Sultanul a încercat să tărăgăneze în mod deliberat semnarea unui acord de pace, sperând să primească sprijinul Regatului Unit sau Austriei, dar evenimentele au fost precipitate de faptul că Mustafa Pașa cei 40.000 de soldați albanezi au renunțat să mai lupte de partea turcilor și au plecat către patrie, iar rușii nu au încetat să amenințe pozițiile armatei otomane.
La jumătatea lunii august, rușii au ocupat Sofia și unitățile lor avansate au ajuns la Plovdiv. Diebitsch avea toate atuurile să ceară în mod ultimativ turcilor să accepte pacea – otomanii primeau un răstimp de gândire până la 1 septembrie, după care rușii ar fi reluat în forță atacurile. Pentru ca amenințarea asupra sultanului să fie și mai puternică, au fost organizate coloane de atac spre Constantinopol și s-a efectuat conexiunea dintre trupele lui Alexei Greig și Van Heiden. Armatele ruse s-au apropiat la mai puțin de 70 km de capitala Imperiului Otoman, provocând panică în oraș. 
Generalul Kiseliov, care comanda trupele ruse din Principatele Dunărene, a mobilizat o parte a trupelor din Muntenia și a traversat Dunărea, îndreptându-se spre Albania. Amenințările multiple l-au convins pe sultan să ceară pacea prin intermediul ambasadorului Prusiei. Rușii și-au încetat acțiunile ofensive și, pe 2 septembrie 1829,  a fost semnat Tratatul de pace de la Adrianopol. 
Liderul albanez Mustafa Pașa a continuat acțiunile ostile, ajungând în septembrie în regiunea orașului Sofia. Pentru contracararea atacurilor sale, Kiseliov, după traversarea Dunării pe la Rahova, s-a îndreptat spre Gabrovo, pentru a-i ataca pe albanezi din flanc. Gruparea condusă de Geismer s-a îndreptat spre Botevgrad, pentru a-i ataca pe albanezi din spate. Geismer a reușit să ocupe în a doua jumătate a lunii septembrie Sofia, iar Mustafa, în fața acestei noi situații în teren, a decis să se retragă spre Plovdiv. Albanezii au staționat în această zonă o parte a iernii și, după ce au devastat Plovdivul și regiunea învecinată s-au retras în patrie. Grupările lui Kiseliov și Geismer au început retragerea spre Vrața și, până la sfârșitul lunii noiembrie, ultimele forțe ruse au plecat din Adrianopol. 

### Asia
Pe teatrul de lupte din Asia, campania anului 1829 era în condiții foarte grele: localnicii din regiunile ocupate de turci erau gata în orice moment să se revolte. La începutul lunii februarie, o importantă forță otomană a ocupat Akhaltsikhe și 8.000 de soldați au intervenit la Guria pentru înăbușirea rebeliunii de aici. Împotriva acestor forțe otomane a fost trimis Paskevici, care a reușit în scurtă vreme să îi alunge pe turci din Akhaltsikhe și Guria.
La mijlocul lunii mai însă, otomanii au lansat o ofensivă la scară mare: Seraskerul Gadji Saleh a mobilizat 70.000 și a decis să atace Karsul, pașa de Trabzon în fruntea a 30.000 de soldați a atacat Guria, iar pașa din Van s-a îndreptat spre Doğubeyazıt. Paskevici, în ciuda faptului că se afla în fruntea doar a 18.000 de soldați dotați cu 70 de tunuri a hotărât să facă față atacurilor otomane. După ce a traversat munții, i-a atacat pe turci, obținând victorii hotărâtoare împotriva lui Gadji Saleh și a pașei din Trabzon pe 19, respectiv 29 iunie, iar după aceea a atacat orașul Erzurum, care a capitulat pe 27 iunie. În același timp, pașa din Van, după 2 zile de atacuri continui asupra Doğubeyazıtului, a fost nevoit să se retragă, iar forțele lui s-au risipit. După eșecul pașei din Trabzon, orașul rămas fără apărare a devenit ținta forțelor ruse, care, în timpul marșului au cucerit și fortăreața Bayburt. 

## Efectele asupra Principatelor Dunărene
Trupele Rusiei țariste au trecut Prutul și,  în câteva zile, au ocupat Moldova și Țara Românească. În locul domnilor celor două principate (Ioniță Sandu Sturdza, Domn al Moldovei și Grigore al IV-lea Ghica, Domn al Țării Românești), obligați să se retragă, s-a instituit o administrație militară rusă, în frunte cu contele Pahlen, numit președinte deplin împuternicit al adunărilor (divanurilor Moldovei și Valahiei). Războiul încheiat pe 2 septembrie stil vechi / 14 septembrie stil nou 1829 , s-a încheiat prin Pacea de la Adrianopol și s-a soldat cu ocuparea Țărilor Românești de către armatele țariste până la 1856.

### Efectele războiului asupra Dobrogei
În timpul războiului ruso-turc din 1828-1829 toată partea de nord a Dobrogei a fost ocupată de trupele rusești. Cu această ocazie, 18.000 de turci, 200 de tunuri moderne, întreaga flotilă dunăreană a otomanilor au căzut în mâinile rușilor și 65 de sate au fost rase de pe suprafața pământului.
Războiul ruso-turc din 1828-1829 a însemnat o grea lovitură și pentru multe localități mari din Dobrogea. Încă de la începutul lui, toate fortărețele, până la Valul lui Traian (Isaccea, Măcin, Tulcea, Hârșova, Kiustenge), au fost cucerite de ruși. În baza tratatului de la Adrianopol din 2/14 septembrie 1829, fortăreața din cetatea Hârșova a fost distrusă.
De asemenea, în timpul războiului ruso–turc din 1828–1829 fortificațiile și orașul Constanța au fost distruse, iar populația a fost decimată de ciumă. Pierderile au fost așa de mari încât la încheierea păcii, în Constanța rămăseseră numai 60 de case. A fost distrusă și localitatea Medgidia, care a devenit oraș după 1853-1854, când autoritățile musulmane au adus aici, peste populația autohtonă, numeroși locuitori de origine tătară.
Altă localitate distrusă a fost orașul Tulcea. Pentru repopularea lui au fost aduși aici de către guvernul otoman locuitori creștini din Prislava.

### Efectele războiului asupra românilor din Timoc
Profitând de prezența trupelor ruse pe teritoriul Principatelor Române, Miloș Obrenovici anexează cu forța la principatul său Serbia, aflat sub suzeranitatea Turciei, teritoriile din Timoc în 1830. Timocul făcea parte dintr-un județ turcesc dar populația era de origine română. Turcii nu se opun din cauza rușilor și din cauză că teritoriile timocene rămân tot sub suzeranitatea lor.
Obrenovici inițiază imediat un program agresiv de asimilare forțată a românilor din Timoc. Dascălii români sunt înlocuiți de alții sârbi, care nu vorbeau româna. Toți locuitorii au fost forțați să-și modifice numele adăugând terminația "ici, ovici sau evici" Procesul de asimilare forțată a românilor din Timoc a durat zeci de ani, și a crescut în intensitate și complexitate.

### Înființarea armatei române
Abia după înfrângerea Turciei în războiul ruso-turc din 1828-1829, Poarta Otomană a admis crearea unor forțe militare permanente în țările române. Actul adițional și dezvoltator al articolului 5 din tratatul de pace de la Adrianopol, prevedea următoarele referințe la armata Principatelor:
„Pentru slujba carantinelor și pentru privigherea sigurității sectoarelor și pentru păzirea bunei orânduieli în orașe și câmpie, precum și pentru împlinirea pravilelor și a reglementurilor, ocârmuirea fiescăruia Principat va putea ține cea mai neapărat trebuincioasă suma de paznici întrarmați pentru toate aceste slujbe … Numărul și ținerea acestei miliții vor fi puse în orânduială din partea domnilor, întru osoglăsuirea cu divanele lor, și vor fi întemeiate pe cele mai înaintate pilde vechi".
Acesta a fost temeiul juridic al edificării armatei române moderne, numită în epocă „straja pământeană" sau „miliția națională".
Cu această ocazie, Christian Tell, care fusese înrolat în forțele militare ale Imperiului Otoman, și a luptat în Războiul ruso-turc din 1828-1829, unde a primit gradul de căpitan, s-a înrolat în 1830 în nou-formata armată a Țării Românești, unde a avansat constant în gradele militare.

### Monumente comemorative ale militarilor ruși pe teritoriul României
- Monumentul Eroilor ruși din războiul ruso-turc din 1828-1829, înălțat în 1829 în Cimitirul catolic din Craiova. În prezent, monumentul este declarat monument istoric, cu Cod LMI: DJ-IV-m-B-08432.[13]
- Monumentul eroilor de la 1828 din Brăila, realizat de arhitectul francez Villaye în 1833 și amplasat în Parcul Monument. Monumentul, care înfățișa o spadă cu două tăișuri, aflată pe un soclu lângă care se găseau doi lei, a fost distrus în 1916 de ocupanții turci.[14]

## Resurse internet
- Кругосвет
- БСЭ Arhivat în 9 octombrie 2013, la Wayback Machine.
- onwar.com/aced/nation/ram/russia/frussoturk1828.htm
- cultinfo.ru/fulltext/1/001/008/098/300.htm Arhivat în 12 februarie 2005, la Wayback Machine.
- Еропкин В. Мои воспоминания о Турецкой кампании 1828 г. // Русский архив, 1877. - К. 3. - № 12. - С. 411-413.
- Под Варною 10-го сентября 1828 г. (Из воспоминаний о лейб-гвардии Егерском полке) // Русская старина, 1876. – Т. 15. - № 2. – С. 364-376. Arhivat în 27 decembrie 2013, la Wayback Machine.